# Оптическая нейропатия Кьера
 Доминантная атрофия зрительного нерва  , или доминантная атрофия зрительного нерва типа Кьер — аутосомное наследственное заболевание, которое влияет на зрительный нерв, что приводит к снижению остроты зрения и слепоте, начиная с детства. Это обусловлено митохондриальной дисфункцией, опосредующей смерть волокон зрительного нерва. Доминантная атрофия зрительного нерва была впервые описана клинически Баттеном в 1896 году и названа оптической нейропатией Кьера в 1959 году в честь датского офтальмолога Poul Kjer, который исследовал 19 семей с болезнью. Хотя домининантная атрофия зрительного нерва является наиболее распространённой аутосомной наследственной оптической нейропатией (то есть заболеванием зрительного нерва) и не связана с глаукомой, последняя часто ошибочно диагностируется вместо Кьер.

## Синонимы
Доминантная атрофия зрительного нерва также известна как: аутосомно-доминантная атрофия зрительного нерва типа Кьер; атрофия зрительного нерва Кьера; или, аутосомно-доминантная атрофия зрительного нерва Кьера.

## Клинические проявления
Аутосомно-доминантная атрофия зрительного нерва может представлять собой клинически изолированную двустороннюю оптическую нейропатию (несиндромная форма) или, скорее, как сложный фенотип с экстраокулярными симптомами (синдромная форма).
Доминантная оптическая атрофия обычно поражает оба глаза примерно симметрично, с медленно прогрессирующей картиной потери зрения, начиная с детства и, следовательно, вносит вклад в детскую слепоту . Проверка зрения показывает скотомы (области нарушения остроты зрения) центральных полей зрения со скудным периферическим зрением и нарушениями цветового зрения (дальтонизм). Потери остроты зрения варьируются от лёгких до тяжёлых, как правило, от 6/6 (в метрах, что эквивалентно до 20/20, в футах), до 6/60 (20/200 в футах) со средним значением 6/36 (примерно соответствует 20/125 футов), с коррекцией зрения. В редких случаях, потеря зрения является более серьезной.
Характерные изменения в глазном дне видны на экспертизе как временная бледность (указывающая на атрофию) диска зрительного нерва и в его конечной стадии — поднятие диска зрительного нерва, а также рассматривается наличие наследственной оптической нейропатии Лебера и нормально напряжённой глаукомы.
Поскольку начало доминантной атрофии зрительного нерва коварно, симптомы пациентами на ранних стадиях часто не замечается и выявляются случайно при обычных школьных глазных медосмотрах. Первые признаки Кьер обычно присутствуют в возрасте 4-6 лет, хотя поступала информация о начальном возрасте менее одного года. В некоторых случаях, доминантная атрофия зрительного нерва может оставаться субклинической до начала взрослой жизни.
Прогрессирование доминантной атрофии зрительного нерва варьируется даже в пределах одной и той же семьи. Некоторые из членов имеют лёгкие случаи и острота зрения стабилизируется в подростковом возрасте, у других заболевание медленно, но постоянно прогрессирует, а у иных наблюдаются резкое, ступенчатое снижение остроты зрения. Как правило, усиление тяжести состояния, по юности отражающего общий уровень зрительной функции, можно ожидать на протяжении большей части взрослой жизни пациента (Votruba, 1998). Медленное снижение остроты зрения, как известно, в некоторых семьях происходит в конце среднего возраста.
В сложных случаях аутосомно-доминантной атрофии зрительного нерва, в дополнение к двусторонней нейропатии зрительного нерва, можно наблюдать несколько других неврологических признаков неврологического участия: Периферическая нейропатия, глухота, мозжечковая атаксия, спастический парапарез, миопатия.

## Заболеваемость и наследование
Частота доминантной атрофии зрительного нерва, по оценкам, составляет 1: 50000 с высоким преобладанием 1: 10000 у датского населения (VOTRUBA, 1998). Доминантная атрофия зрительного нерва наследуется аутосомно-доминантным образом, то есть, гетерозиготные пациенты с болезнью имеют 50 % шанс передачи заболевания потомству, даже если его / её партнёр не является носителем болезни. Мужчины и женщины затронуты одним и тем же рейтингом. Хотя Кьер имеет высокую пенетрантность (98 %), тяжесть и прогрессирование DOA чрезвычайно разнообразны даже в пределах одной и той же семьи.

## Патофизиология
Потеря зрения в доминантной атрофии зрительного нерва связана с потерей оптических нервных волокон из-за дисфункции митохондрий. Доминантная атрофия зрительного нерва связана с мутацией в гене OPA1, , находящимся на хромосоме 3, региона Q28-qter. Кроме того, 5 других хромосомных генов описываются как вызывающие атрофию зрительного нерва: OPA2 (Х-хромосомный), OPA3 (доминантный), OPA4 (доминантный), OPA5 (доминантный) и OPA6 (рецессивный) (см OMIM 165500).
Коды генов OPA1 для динамически, связанных с ГТФ белка ориентированы на внутреннюю мембрану митохондрий. OPA1 имеет различные роли в слиянии внутренней митохондриальной мембраны во время митохондриальных событий слияния и в регуляции смерти клеток.
Митохондрии являются субклеточными структурами, которые создают и трансформируют энергию метаболизма в дискретные используемые единицы (ATP) для функций клетки (см окислительне фосфорилирование, электрон-транспортные цепи). Ганглиозные клетки сетчатки (нейроны), которые составляют зрительный нерв, требуют высокой энергии и особенно чувствительны к митохондриальной дисфункции. Это особенно относится к малым и безмиелиновым нейронам, подобным тем, что в папилломакулярного слоях сетчатки, которые передают информацию, соответствующую центральному полю зрения . Биохимические и митохондриальные морфологические исследования на клетках пациентов, страдающих аутосомно-доминантной атрофией зрительного нерва показали серьезный дефект в форме (с примечательными фрагментами митохондриальных канальцев в небольших областях) и распределении митохондрий, происходящих независимо от биоэнергетического дефекта (дыхательный Функция цепи, синтез АТФ и активные формы производства кислорода) или апоптоза, что указывает на то, что дефект митохондриальных слияний является основным патогенетическим механизмом, хотя переменные биоэнергетические дефекты могут возникать как вторичное явление, особенно в тяжёлых случаях со сложными фенотипами и накоплением нескольких удалений митохондриальных ДНК.
Более 60 различных мутаций гена OPA1 вызывает Кьер, согласно отчётам, большинство из которых происходят в каталитическом домене белка.
Мутации в гене OPA1 также связаны с нормально напряжённой глаукомой (OMIM 606657) и глухотой (OMIM 125250).

## Ведение
В настоящее время нет эффективной терапии для доминантной атрофии зрительного нерва, а следовательно, эти пациенты просто контролируют изменения в их зрении с помощью офтальмологического специалиста. Детям больных следует регулярно обследоваться на визуальные изменения, связанные с доминантной атрофией зрительного нерва. Исследования продолжаются для дополнительной характеристики этого заболевания, так что могут быть разработаны и методы лечения.